# August Horch
August Horch (født 12. oktober 1868, død 3. februar 1951) var grundlægger af bilproducenten Audi. August Horch startede sin karriere hos Carl Benz i Mannheim. Her endte han som chefkonstruktør, inden han han grundlagde Horch & Cie. i Køln. I 1909 forlod August Horch bilfabrikken med samme navn på grund af uoverensstemmelser. 
Nogle år senere grundlagde han Audi, men han kunne ikke bruge sit eget navn, fordi det allerede var registreret i hans gamle fabrik. I stedet oversatte han sit efternavn, der også er et tysk udsagnsord – "horchen"´- der betyder "at lytte", til latin ("audio").